# Terniwka (obwód czerkaski)
Terniwka (ukr. Тернівка) – wieś na Ukrainie, w obwodzie czerkaskim, w rejonie czerkaskim, siedziba hromady. W 2024 liczyła 950 mieszkańców.